# 萨扬 (多姆山省)
萨扬（法語：Saillant，法語發音：[sajɑ̃] ⓘ）是法国多姆山省的一个市镇，属于昂贝尔区。

## 地理
萨扬（45°27'24"N, 3°54'51"E）面积17.42 平方千米，位于法国奥弗涅-罗讷-阿尔卑斯大区多姆山省，该省份为法国中南部省份，北起阿列省接壤，东临卢瓦尔省，南至上盧瓦爾省和康塔爾省，西接科雷兹省和克勒兹省。
与萨扬接壤的市镇（或旧市镇、城区）包括：拉费埃地区拉沙佩勒、埃斯蒂瓦雷耶、福雷地区于松、拉绍尔姆、埃格利索勒、圣罗曼、维沃罗勒。

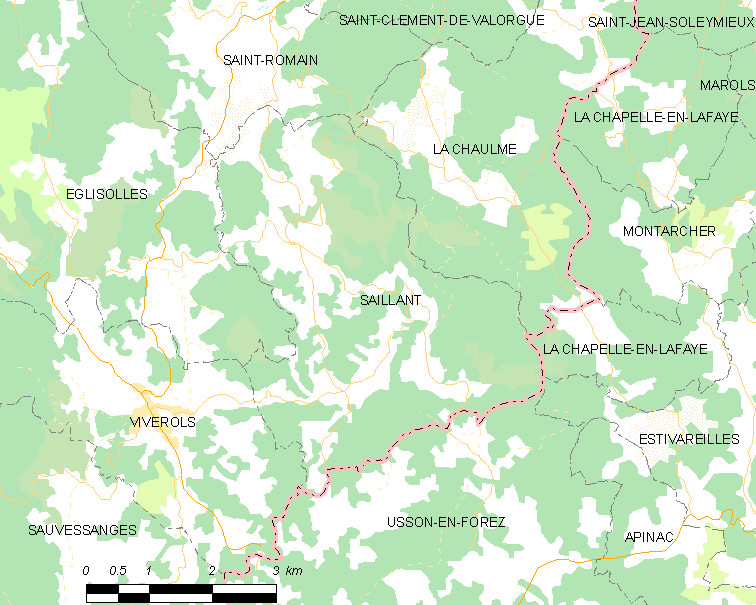
的OSM定位图

萨扬的时区为UTC+01:00、UTC+02:00（夏令时）。

## 行政
萨扬的邮政编码为63840，INSEE市镇编码为63309。

## 政治
萨扬所属的省级选区为昂贝尔县。

## 人口

1962-2008年间人口变化图示

萨扬于2022年1月1日时的人口数量为306人。